# Вільяфлор (Авіла)
Вільяфлор (ісп. Villaflor) — муніципалітет в Іспанії, у складі автономної спільноти Кастилія-і-Леон, у провінції Авіла. Населення — 134 особи (2010).
Муніципалітет розташований на відстані близько 110 км на захід від Мадрида, 18 км на північний захід від Авіли.

## Демографія
Динаміка населення (INE ):

## Галерея зображень

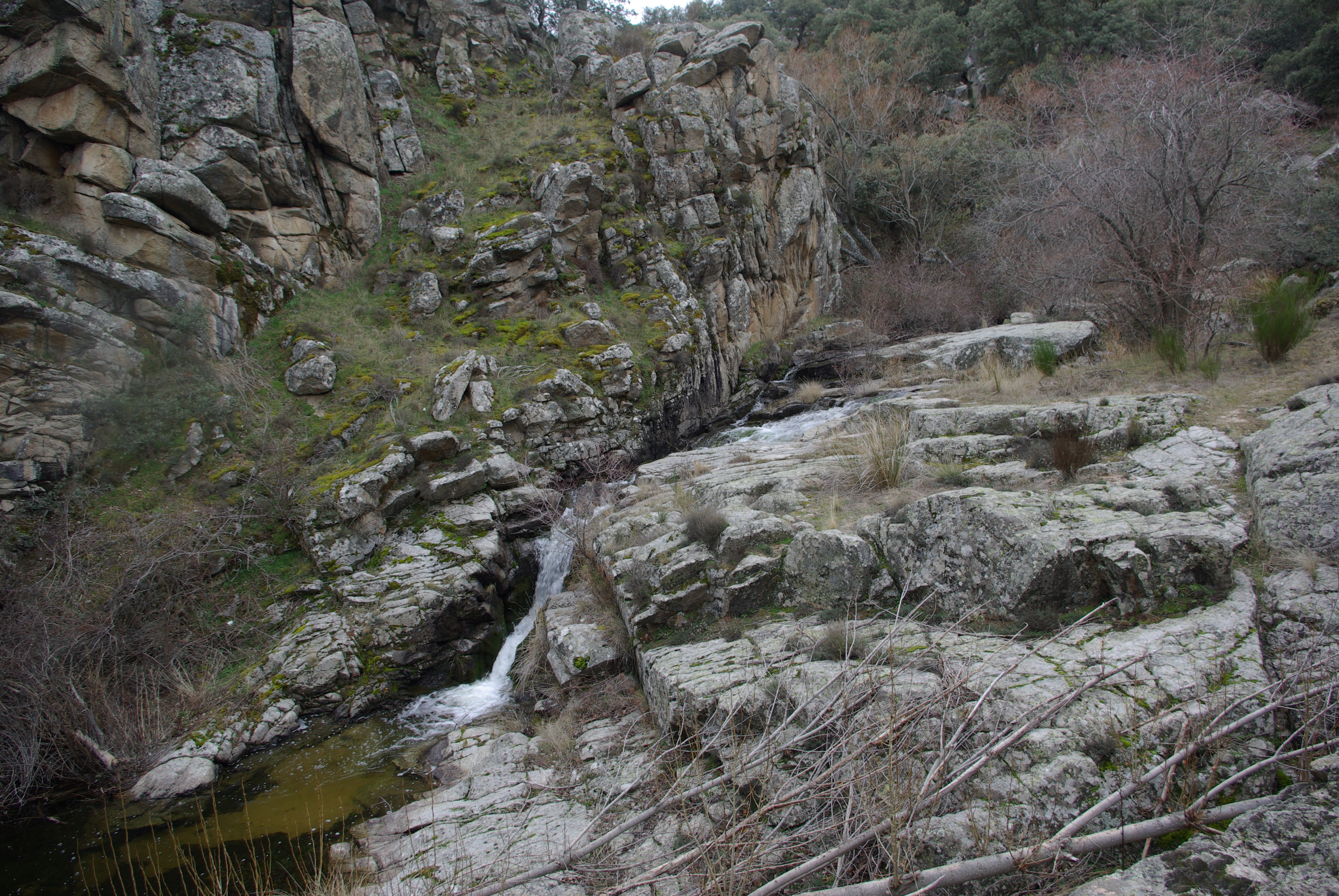
Річка Вільярехо